# Holy Trinity Brompton

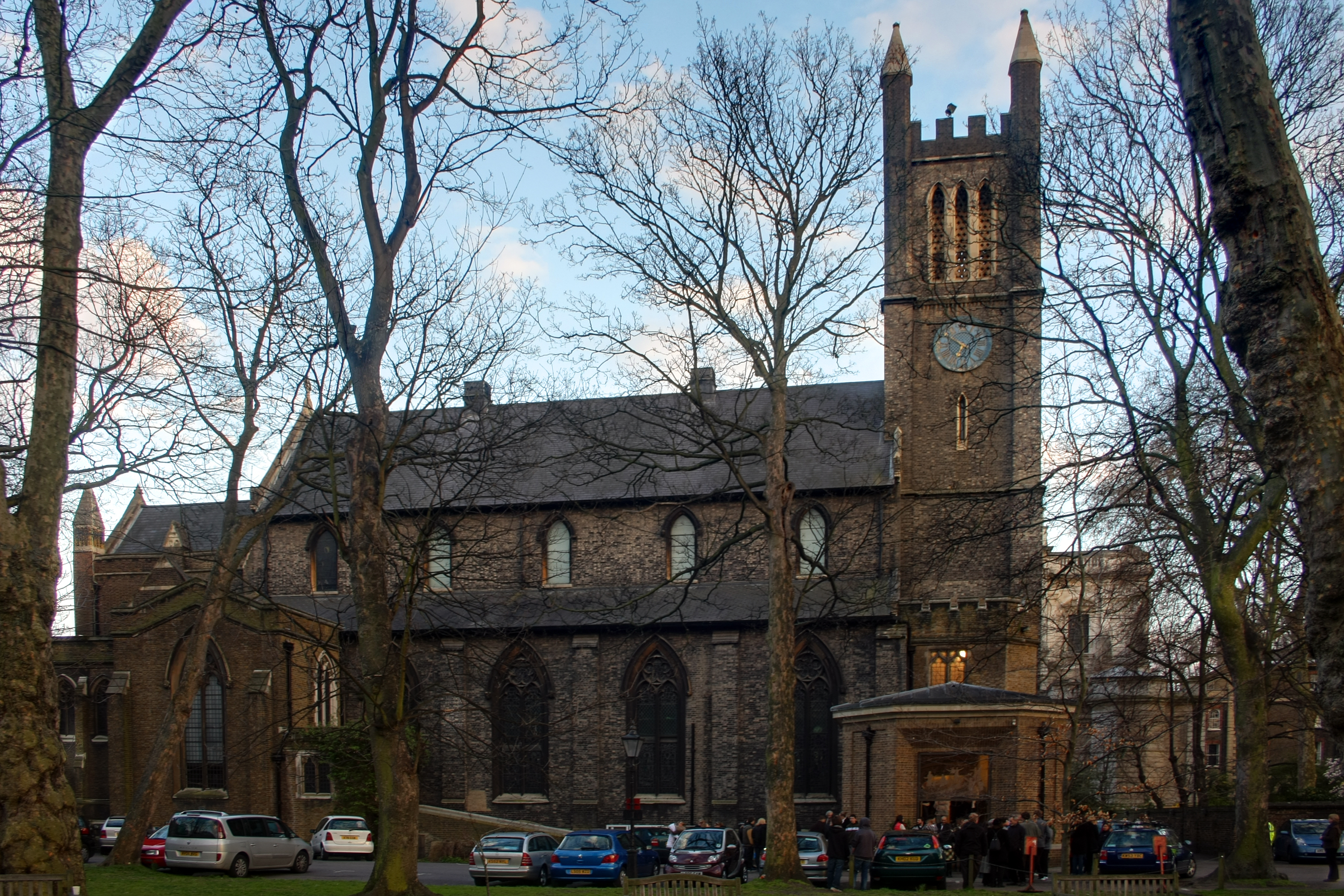
Brompton Church

Holy Trinity Brompton with St Paul’s, Onslow Square and St Augustine’s, South Kensington (oft kurz: HTB) ist eine anglikanische Kirche in London, England. Die Pfarrei verfügt über vier Lokalitäten: HTB Brompton Road, HTB Onslow Square (früher: St Paul’s, Onslow Square), HTB Queen’s Gate (früher: St Augustine’s, South Kensington) und HTB Courtfield Gardens (formal: St Jude’s Church, Kensington) und offiziell im Parish (Pfarrbezirk von St Mary of the Boltons aber angeschlossen an HTB). Daneben ist die Gemeinde auch Heimat des St Paul’s Theological Centre und des Alpha-Kurs. Durch die Erfindung des Alpha-Kurs wurde sie zu einer der Einflussreichsten Gemeinden in der Church of England.
In den Gemeindegebäuden werden Alpha-Kurse abgehalten, aber auch andere Kurse, Konferenzen und Treffen während der Woche und zehn Gottesdienste jeden Sonntag. Die Gemeinde hat Gesamtbesucherzahlen von ca. 4.500 Personen in den Gottesdiensten und mehrere hundert Gäste während der Woche in den Alpha-Kursen. Das Leitbild (vision statement) besagt: Holy Trinity Brompton solle „ihre Rolle in der Evangelisation der Völker, der Wiederbelebung der Kirche und der Transformation der Gesellschaft spielen.“
Nicky Gumbel, der Pionier der Alpha-Kurse, wurde in der Nachfolge von Sandy Millar im Juli 2005 Vicar. Die Associate Vicars sind Nicky Lee (seit Juli 2007) und Martyn Layzell.

## Geschichte

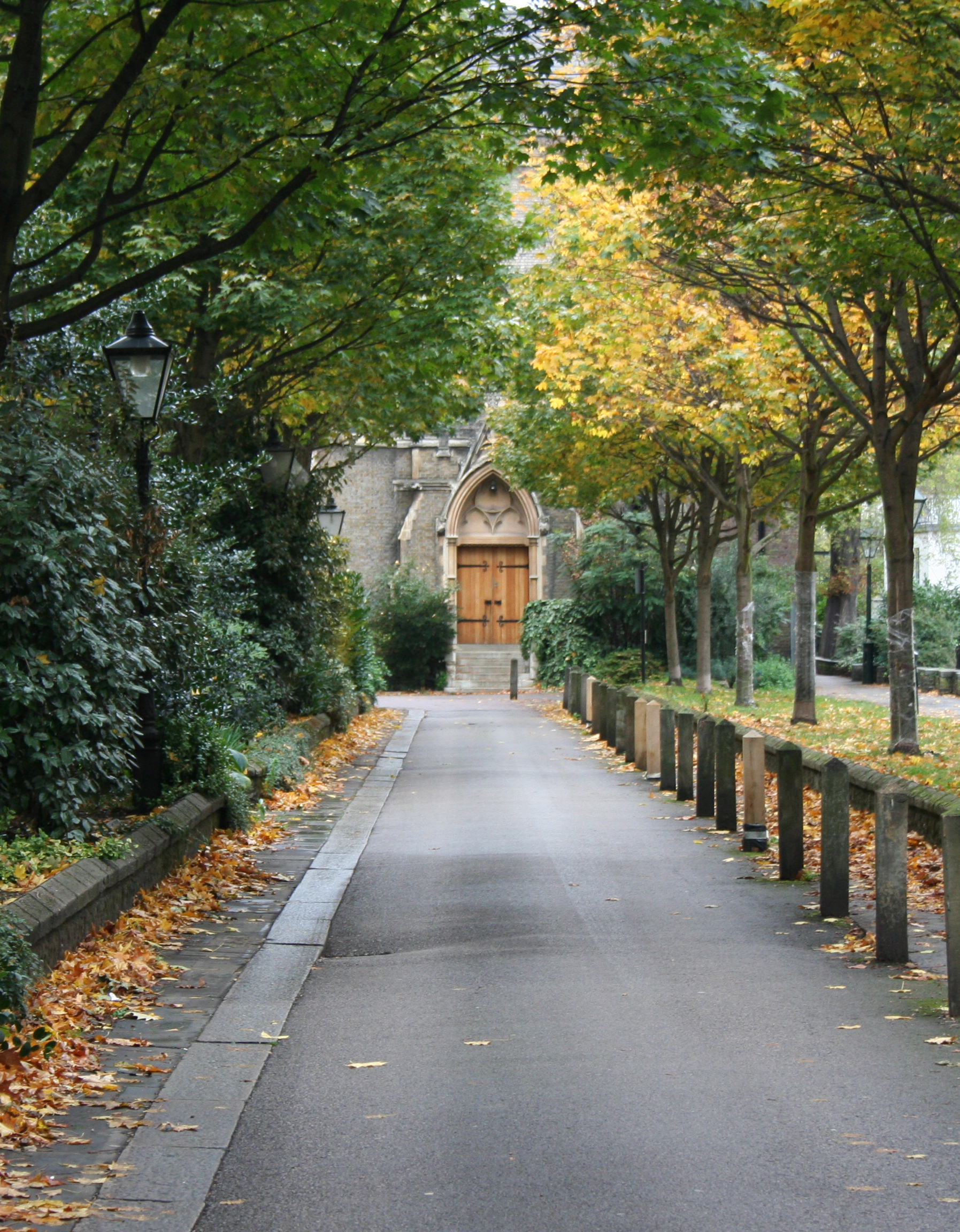
Blick zum Eingang

### Holy Trinity
Vor dem Bau von Holy Trinity Brompton gehörte das heutige Gelände zum größeren Parish Kensington, welches nur durch die nahegelegene St-Mary-Abbots-Kirche seelsorgerlich betreut wurde. In den frühen 1820ern erlebte das Umfeld jedoch eine ausgesprochene Bevölkerungszunahme und es wurde entschieden, Land zu erwerben um eine neue Kirche zu errichten.
Die Kirche ist eine der so genannten Commissioners’ churches, weil sie eine Zuwendung der Church Building Commission erhielt. Die Gesamtkosten der Kirche beliefen sich auf £ 10.407 (umgerechnet auf heutige Verhältnisse ca. £ 880.000), davon übernahm die Commission £7.407. Der Architekt war Thomas Leverton Donaldson.  Heute ist Holy Trinity aufgenommen in die Statutory List of Buildings of Special Architectural or Historic Interest unter Grade II.
Nach drei Jahren Bauzeit wurde die Kirche am 6. Juni 1829 vom Bischof von London geweiht.
Das Gebäude ist noch original, auch wenn in größerem Umfang Veränderungen vorgenommen wurden. Ein Teil des ursprünglichen Grundstückes wurde an die Römisch-katholische Kirche verkauft, damit die Church of the Immaculate Heart of Mary (London Oratory) erbaut werden konnte. Aus diesem Grund wurde ein langer Zufahrtsweg von der Brompton Road her gebaut. HTB steht nun an einer besonders ruhigen Lage.
Eine der größten Veränderungen vollzog sich während der 1980er, als die Krypta umgebaut wurde, um Gemeinderäume und Platz für den Buchladen zu schaffen. In dieser Zeit wurden auch die Bänke entfernt und durch Stühle ersetzt, um größere Flexibilität in der Platzgestaltung zu bieten, eine Maßnahme, die für den Alpha-Kurs  von Bedeutung war.
Durch das große Interesse am Alpha-Kurs in den vergangenen 18 Jahren wurde der Kurs zum Schwerpunkt der Arbeit von HTB.

### St Paul’s Onslow Square
Die St Paul’s Church in Onslow Square wurde 1860 eingeweiht. In den späten 1970ern verschmolz das Parish von Holy Trinity Brompton mit dem benachbarten Parish St Paul’s Onslow Square. St Paul’s wurde als redundant eingestuft. Ein Versuch der Diözese, das Gebäude für private Umwidmung zu verkaufen, wurde Anfang der 1980er Jahre von Anwohnern und Kirchgängern unterwandert, die sich zusammenschlossen, die Kirche zu erhalten. Ende der 1980er verlangte das Parochial Church Council, dass die Schließung aufgehoben wurde, woraufhin der Curate Nicky Lee mit seiner Frau Sila die Möglichkeit erhielt, dort eine Gemeinschaft zu „pflanzen“, sowie einige Baumaßnahmen vorzunehmen. Mitte der 1990er war die Gemeinde auf mehrere hundert Mitglieder angewachsen.
1997 teilte sich die Gemeinde von St Paul’s in drei Teilgemeinden. Ein Teil der Gemeindeglieder folgte dem Curate Stuart Lees um eine Gemeinde in Fulham zu gründen; andere kehrten zurück zur Gemeinde Holy Trinity mit Nicky und Sila Lee; andere bildeten den St Paul’s Anglican Fellowship und blieben bei St Paul’s mit John Peters. Die letztere Gruppe zog 2002 um, um eine Gemeinde in St Mary’s, Bryanston Square zu gründen.
2007, nachdem Pläne der HTB die Bürogebäude aus den 1960ern zu erneuern, entschied die Gemeinde Renovierungsarbeiten vorzunehmen und den Gottesdienst in der Kirche wieder aufzunehmen. Im Dezember 2009 wurde die Empore wieder für die Nutzung im Gottesdienst hergerichtet, nachdem sie zuvor für Verwaltungsbüros genutzt worden waren. Die Büroangestellten zogen in ein Gebäude, welches 2008 erworben wurde.

### St Augustine’s Church
Gottesdienste in St Augustine’s, Queen’s Gate wurden seit 2010 auf Einladung des Bischofs von Kensington (Paul Williams) von Holy Trinity Brompton aus betreut, als Nicky Gumbel zum Priest-in-Charge ernannt wurde. Im März 2011 wurde St Augustine’s formal in das Parish von HTB integriert.

## Gemeindearbeit

### Kirchenpflanzung
Seit den 1980ern hat sich HTB mit Church Planting (Gemeindegründungen) befasst. Daher lassen sich zahlreiche Gemeinden (z. B. St Gabriels, Cricklewood) auf eine Gründung durch HTB oder eine ihrer Gründungen zurückführen (daughter churches, granddaughter churches). Diese Kirchen bilden das HTB network.

### Alpha-Kurs
Der Alpha-Kurs wurde von Klerikern der HTB entwickelt, die über einen Zeitraum von zwanzig Jahren am Konzept des Alpha-Kurses gearbeitet haben, bevor er Anfang der 1990er weltweit Bekanntheit erlangte. Als die Alpha-Bewegung sich entwickelte, wurde sie zum Schwerpunkt von HTB.
Heute werden daher Werbematerialien und Kursmaterialien wie Videos, Bücher und Aufnahmen für die Alphakurs-Abende, sowie Schulungsmaterial für die Leiter hergestellt. Alpha ist mittlerweile ein separates Unternehmen mit eigenem Fundraising und eigener Buchhaltung, aber er bleibt eng mit HTB verbunden. Ein Großteil der Mitarbeiter arbeitet in den Bürogebäuden von HTB. Die Kleriker von HTB übernehmen ebenfalls Aufgaben für Alpha wie die Leitung der Alpha-Konferenzen und Schulungen in Großbritannien und im Ausland.
Seit Mitte der 1990er ist das Alphakurs-Programm relativ unverändert, wodurch die gemeinde die Freiheit hat, zusätzliche Angebote zu entwickeln, wie zum Beispiel Kurse zur Ehevorbereitung, Erziehung von Teenagern, Trauerarbeit und Scheidungsaufarbeitung.
HTB bietet dreimal jährlich Alphakurse an. Da zu diesen Veranstaltungen 300–400 Gäste pro Kurs kommen, wird jeder verfügbare Platz in der Kirche benötigt.

### Seelsorge
Die Gemeinde benutzt ein spezielles pastorate model, um bei der großen Mitgliederzahl die Seelsorge für die einzelnen Gläubigen zu gewährleisten.
Pastorates bestehen aus 20–50 Personen, die durch wöchentliche Treffen Freundschaft und Unterstützung füreinander, sowie gegenseitige Ermutigung zur Mitarbeit und zur Entdeckung individueller Begabungen entwickeln.
HTB besteht aus einer ziemlich stark wechselnden Gemeinde; zum Teil deshalb, weil sie als Stadtgemeinde in London liegt, einer Stadt, die an sich schon eine hohe Bevölkerungsfluktuation aufweist, und zum Teil deshalb, weil sie viele Studenten anzieht, die während der Studienzeit in London dort teilnehmen, zum Teil auch deshalb, weil die Alphakurse zahlreiche Personen anziehen, die den Kurs kennenlernen wollen und teils unmittelbar danach selbst in den Verkündigungsdienst gehen. Aus diesem Grund ist die Gemeinde ungewöhnlich offensiv darin, Gäste anzusprechen und zur Mitarbeit zu ermutigen.

### Gottesdienste
HTB bietet jeden Sonntag zehn Gottesdienste in den vier Standorten an. Family Services sind speziell auf Kinder ausgerichtet, Formal Services halten sich an die traditionelle Liturgie der Church of England und werden mit einem professionellen Chor gestaltet. Die Informal Services legen den Schwerpunkt auf eine längere Zeit des Contemporary Worship mit einer längeren Ansprache und enden mit einem Gebetsangebot, dass auch über die Zeit des Gottesdienstes hinausgeht.

### Weitere Angebote
Jedes Jahr wird eine Gemeindefreizeit angeboten, das Church Camp „Focus“. In Somerley Estate kommen bis zu 7.000 Personen zusammen um Seminare, Workshops und Freizeitangebote wahrzunehmen.
Daneben bietet HTB auch spezielle Kinder-, Jugend und Studenten-Angebote an. Zwei Mal im Jahr werden Festgottesdienst mit Beteiligung des großen HTB Choir angeboten, an Ostern und am Christfest, außerdem zahlreiche klassische Konzerte mit Studenten der nahe gelegenen Muski-Colleges und Orgelkonzerte. Die Orgel wurde 2004 erneuert.
Seit 2005 können die Ansprachen und Gottesdienste frei über iTunes, YouTube und Soundcloud heruntergeladen werden (HTB Podcasts).
In 2011 gründete HTB den William Wilberforce Trust um verschiedene soziale Angebote unter ein Dach zu stellen, die sowieso schon mit HTB verbunden sind. Dazu gehören unter anderem Nachbarschaftsprogramme, Arbeit mit Obdachlosen und Hilfsangebote für Drogenabhängige.

## Persönlichkeiten
Vicars
| - Joseph Holden Pott 1829–1840 - Percival Frye 1829–1835 - Robert Samuel Battiscombe 1835–1840 - William Joseph Irons 1840–1870 - Thomas Fraser Stooks 1870–1872 - Arthur Brook 1872–1877 - William Covington 1877–1899 - Alfred William Gough 1899–1931 | - William Marshall Selwyn 1931–1938 - Bryan Stuart Westmacott Green 1938–1948 - Patrick Nevile Gilliat 1949–1969 - Raymond John Walton Morris 1969–1975 - Raymond Hilton Turvey 1975–1980 - John Theodore Cameron Buckle Collins 1980–1985 - John Alexander Kirkpatrick Millar (Sandy Millar) 1985–2005 - Nicky Gumbel 2005–2022 - Archie Coates 2022 - |